# Муйрекан мак Диармата

Ирландия в середине IX — начале XI века

Муйрекан мак Диармата (др.‑ирл. Muirecán mac Diarmata; погиб в 863) — король Лейнстера (854—863 или 862—863) из рода Уи Дунлайнге.

## Биография
Муйрекан был сыном Диармайта, умершего в 832 году короля Айртир Лифи (восточной части долины реки Лиффи), и внуком правителя Лейнстера Руайдри мак Фаэлайна. Септ, к которому он принадлежал, назывался в честь его прадеда Уи Фаэлайн. Резиденция его правителей находилась в Нейсе.
В «Лейнстерской книге» сообщается, что после скончавшегося в 838 году Брана мак Фаэлайна из септа Уи Дунхада королевством один за другим правили Руарк, Лоркан, Туатал, Дунлайнг и Муйредах. Преемником последнего из них, по свидетельству этого исторического источника, и был Муйрекан мак Диармата, правивший Лейнстером один год. Однако эти данные противоречат содержащимся в ирландских анналах сведениям, в которых упоминается, что короли Дунлайнг и Муйредах скончались позже гибели Муйрекана. На основании этих свидетельств предполагается, что Муйрекан мог унаследовать престол в 854 году, став преемником короля Туатала. В то же время часть современных историков считает, что в «Лейнстерской книге» содержатся и другие ошибочные свидетельства о преемственности правителей королевства IX века. По их мнению, после короля Брана лейнстерский престол занимали сначала Лоркан мак Келлайг, затем — Туатал мак Маэл Бригте, а потом — Руарк мак Брайн. Муйрекан же унаследовал власть над Лейнстером в 862 году после гибели короля Руарка.
Вероятно, противоречивость свидетельств средневековых источников о преемственности правителей Лейнстера IX века вызвана упадком влияния представителей рода Уи Дунлайнге. Предполагается, что в это время лица, титуловавшие себя королями Лейнстера, не владели властью над всей территорией королевства (например, над Южным Лейнстером, вотчине властителей из рода Уи Хеннселайг). Возможно, этому способствовали как деятельность короля Осрайге Кербалла мак Дунлайнге, стремившегося установить свою гегемонию над Лейнстером, так и существование с 841 года на здешних землях королевства викингов со столицей в Дублине.
Единственное свидетельство о Муйрекане мак Диармате в анналах — сообщение о его убийстве викингами в 863 году. Вместе с ним погибли и многие другие знатные лейнстерцы. В этих источниках он назван только королём Нейса и Айртир Лифи (восточной части долины реки Лиффи), а не всего Лейнстера. Согласно сохранившемуся в «Лейнстерской книге» стихотворению, автором которого был придворный поэт Даллан мак Море, короля Муйрекана похоронили в семейной усыпальнице, находившейся вблизи его резиденции в Нейсе. В одном из стихотворений, авторство которого приписывается невестке Муйрекана, королеве Гормлайт, этот правитель Лейнстера наделён эпитетом «Могучий».
На лейнстерском престоле Муйрекана мак Диармату сменил Дунлайнг мак Муйредайг.
Сыновья Муйрекана мак Диарматы — Домналл и Кербалл — также как и их отец были лейнстерскими королями. Ещё один сын Муйрекана, погибший в 917 году Маэлморда, упоминается в средневековых источниках как правитель Айртир Лифи и предок всех позднейших лейнстерских королей из септа Уи Фаэлайн.